# Андрієвська Лариса
Лари́са Андріє́вська (нар. 9 вересня 1968, Львів) — українська перекладачка, журналістка, редакторка. Керівниця проєкту «Книжка на сцені».

## Біографічні відомості

### Загальні відомості
Народилася у Львові. За освітою редактор, журналіст, історик преси. Закінчила Український поліграфічний інститут імені Івана Федорова за спеціальністю «Журналістика» (1990) та Російський відкритий університет (1995, Санкт-Петербург). Магістр історії. З 2021 року належить до Національна спілка театральних діячів України.

### Робота
Працювала у львівських газетах:
- «Ратуша»,
- «Поступ»,
- «Молода Галичина», а також:
- у видавництві ЛА «Піраміда»,
- Видавничій групі «Сучасність»

### Учасниця
- Міжнародного перекладацького семінару Олі Гнатюк та Адама Поморського «Translatorium» (2003, 2004, 2005)[1][2];
- перекладацьких майстерень Адама Поморського при Драматичному театрі у Варшаві (2005);
- Стипендіатка програм ОВТА при Варшавському університеті (2003, 2004);
- програми міністра культури Республіки Польща Gaude Polonia (2005,2009, Варшава);
- Kolegium Tlumaczy (2006, 2014, 2019, Краків);
- Міжнародного будинку письменників і перекладачів Ventspilshouse (Латвія, 2009, 2017, 2020);
- Вишеградського центру європейської освіти, 2011;
- Translation House Looren, 2020.

Перекладає з польської, російської, білоруської та англійської мов.

### Переклади зпольської
- «Клуб комісара Бонця» (Львів: ЛА «Піраміда», 2002)[3]
- Мечислав Опалек. «На щербатім львівськім бруці» (Львів: ЛА «Піраміда», 2002)[4]
- Станіслав Лем. «Високий Замок» (Львів: ЛА «Піраміда», 2002)[4]
- Марія Конопницька. «Про сирітку Марисю і краснолюдків» (Львів: Видавництво Старого Лева, 2004)
- Ізабела Сова. «Смак свіжої малини» (Харків: Фоліо, 2005)
- Ізабела Сова. «Терпкість вишні» (Харків: Фоліо, 2005)
- Ізабела Сова. «Тістечка з ягодами» (Харків: Фоліо, 2005)
- Дорота Масловська. «Польсько-російська війна під біло-червоним прапором» (Харків: Фоліо, 2006)
- Марек Гласко. «У День смерти Його» (Сучасність. — № 1. — 2006)
- Павел Гюлле. «Мерседес-Бенц» (Сучасність. — № 1-2. — 2007)
- Станіслав Лем. «Розповіді про пілота Піркса: цикл» (Тернопіль: Навчальна книга — Богдан, 2016)[5]
- Станіслав Лем. «Високий Замок» (Тернопіль: Навчальна книга — Богдан, 2016)[4][5]
- Станіслав Лем. «Розповіді про пілота Піркса. Маєстат слова» (Тернопіль: Навчальна книга — Богдан, 2017)[5]
- Марія Конопніцька. «Про сирітку Марисю і краснолюдків» (Київ: Знання, 2017)[4][5]
- Тадеуш Ружевич. «Між двома картотеками. Вибрані драми» (Київ: Видавництво Анетти Антоненко, 2017)[5]
- Болеслав Прус. «Катеринка» (Київ: Знання, 2017)[5]
- Станіслав Лем. «Високий Замок. Шпиталь Преображення. Людина з Марса. Ранні оповідання. Юнацькі вірші» (Тернопіль: Навчальна книга — Богдан, 2017)[5]
- Станіслав Лем. «Розповіді про пілота Піркса. Горизонти фантастики» (Тернопіль: Навчальна книга — Богдан, 2018)[5]
- Стефан Грабинський. «Демон руху. Книга вогню» (Київ: Знання, 2018)[5]
- Павел Гюлле. «Мерседес Бенц із багажником» (Київ: Видавництво Анетти Антоненко, 2019)[5][6][7]
- Болеслав Прус. «Лялька» (Київ: Знання, 2019)[5]
- «Жахлива книжка: збірник страшних історій» (Харків: Ранок, 2019)[8]
- Збіґнєв Герберт. Печера філософів (Київ: Видавництво Анетти Антоненко, 2021
- Вітольд Ґомбрович. Івона, принцеса бургундського. Шлюб. Оперета (Київ: Видавництво Анетти Антоненко, 2021

### Переклади збілоруської
- Ольгерд Бахаревич. «Білоруси на кришталевих кулях» («Сучасність», №  8, 2006)
- Андрій Хаданович. «Білоруський мужчина» (Тернопіль: Крок. 2015)

### Переклади зросійської
- Немат Келімбетов «Не хочу втрачати надію» (Київ: Дніпро, 2008) (спільно з Ігорем Римаруком)
- Олжас Сулейменов «Тюрки в доісторії. Про походження давньотюркського письма» (Київ: Дніпро, 2008)

### Упорядниця
- Антологія літературної казки львівських письменників «Казки Старого Лева», Видавництво Старого Лева, 2003, ISBN 966-96087-6-4[9]
- Ігор Римарук. Божественний вітер: останні вірші, Чернівці: Букрек, 2012, ISBN 978966-399=423-9[10][11]

## Театральні переклади
- Матеуш Пакула «На кінці ланцюга», 2012
- Маґда Фертач «Trash story»[12]
- Малгожата Сікорська-Міщук «Бургомістр»[13]
- Корнель Макушинський «Дев'ять коханок кавалера Дорна»[14]
- Юлія Голевінська «Чужі тіла»
- Тадеуш Кантор «Велополе, Велополе»
- Тадеуш Ружевич «Картотека»
- Маліна Пшеслюґа, «Прутик»
- Войцех Томчик, «Нюрнберг»[15]

```
Тадеуш Ружевич
 «Свідки», 
https://litcentr.in.ua/news/2021-06-09-13542
 
[
Архівовано
 24 червня 2021 у 
Wayback Machine
.
]
```